# Bombardier CRJ700
O Bombardier CRJ700 é um avião civil que foi construído atrarvés de um projeto conjunto da Bombardier e com mais quinze empresas aéreas.
Tem capacidade para 70 passageiros e foi lançado com o nome Canadair RJ 700. O primeiro voo foi realizado em 1999. Compete com o Embraer 170.

## Algumas Operadoras
- American Eagle
- United Express
- Comair (Delta Connection)

## Especificações
Dados de: CRJ700 Specifications.
Descrições gerais
- Tripulação: 2
- Capacidade: 78 com uma classe máximo; 70 com uma classe típico; 66 com duas classes típicas.
Carga útil de 8 527 kg (18 800 lb)
- Comprimento: 32,51 m (110 ft)
- Envergadura: 23,24 m (76 ft)
- Altura: 7,57 m (25 ft)
- Área alar: 70,61 m² (760 ft²)
- Peso vazio: 19 731 kg (43 500 lb)
- Peso bruto (carregado): 28 258 kg (62 300 lb)
- Peso de decolagem: 32 999 kg (72 700 lb)
- Capacidade de combustível:  8 887 kg (19 600 lb) de combustível

Motorização
- Número de motores: 2x
- Tipo do motor: Turbofan
- Fabricante/modelo: GE CF34-8C5B1
- Empuxo por motor: 5 747,02 kgf (12 700 lbf) (56.4 kN)

Performance
- Velocidade máxima: 876 km/h (544 mph)
- Velocidade de cruzeiro (Mach): 0.78 Ma
- Velocidade de cruzeiro (km/h): 829 km/h (515 mph)
- Velocidade total em Mach: 0.825 Ma
- Velocidade total em Nó: 472,8 kn (876 km/h)
- Alcance: 2 256 km (1 400 mi)
- Tecto de serviço: 12 497 m (41 000 ft)
- Pista máx. decolagem (MTOW): 1 564 m (5 130 ft)